# Гринфельд, Исаак
Исаак Гринфельд (пол. Izaak Grynfeld; 12 или 24 февраля 1912, Зелюв, Лодзинский уезд, Петроковская губерния (ныне Белхатувский повят, Лодзинское воеводство) — 22 февраля 2004, Нидерланды), также Игнаций Браницкий (пол. Ignacy Branicki) — польский и израильский шахматист.

## Биография
До Второй мировой войны представлял лодзинский шахматный клуб «Маккаби» (жил в Белхатуве Лодзинского воеводства). Учился в университете, в 1935—1939 годах служил синагогальным кантором в Лодзи.
В конце 1930-х годов регулярно принимал участие в чемпионатах Лодзи. В послевоенные годы девять раз (1946—1957) участвовал в чемпионатах Польши. Главного успеха добился в 1946 году, когда поделил 3—4 места (бронзовую медаль получил К. Плятер).
В 1946 и 1947 годах в составе сборной Лодзи стал победителем командного чемпионата Польши; в 1934 году в составе сборной города завоевал серебряную медаль соревнования.
В составе сборной Польши участвовал в шахматной олимпиаде 1952 года и в индивидуальном зачёте завоевал серебряную медаль среди вторых запасных участников. В национальную сборную Гринфельд попал только благодаря исключению из команды многих ведущих, но для тогдашней власти неблагонадежных шахматистов (например, К. Макарчика). Также в составе национальной сборной участвовал в матче со сборной Чехословакии (1949), в международном командном турнире в Будапеште (1954), в международном командном турнире в Праге (1955), в отборочном матче командного чемпионата Европы со сборной СССР (Лодзь, 1955), в матче со сборной Белорусской ССР (1955). Состоял членом редколлегии ежемесячного журнала «Szachy» (Шахматы), редактировал шахматную литературу. В его переводе с русского языка вышла книга А. П. Сокольского «Współczesny debiut szachowy» (Современный шахматный дебют).
Участвовал в нескольких сильных по составу международных турнирах: в варшавском турнире 1947 года, в мемориале Д. Пшепюрки (Щавно-Здруй, 1950, 18-е место), в Мендзыздрое (1952, 15—16 места).
18 ноября 1954 года в Варшаве официально сменил имя и фамилию на Игнаций Браницкий (пол. Ignacy Branicki): в том же году в турнире в Лодзи выступал как «Ignacy Grynfeld». 13 сентября 1958 году эмигрировал через Австрию из Польши в Израиль. Жил в Нидерландах, в Амстердаме женился на пережившей концлагерь Алиде Монтезинос (в браке Браницкая, 1925—1970), потом вновь работал синагогальным кантором в Эйндховене. Участвовал в местных турнирах, а в 1959 году победил в открытом чемпионате Нидерландов. Свою последнюю известную партию сыграл в 1992 году.

## Основные спортивные результаты
| Год  | Город             | Соревнование                                                                        | +  | −  | =  | Результат | Место             |
| ---- | ----------------- | ----------------------------------------------------------------------------------- | -- | -- | -- | --------- | ----------------- |
| 1934 | Катовице          | Командный чемпионат Польши (сборная Лодзи, 6-я доска)                               |    |    |    |           | Команда — 2-я     |
| 1946 | Катовице          | Командный чемпионат Польши (сборная Лодзи, 2-я доска)                               |    |    |    |           | Команда — чемпион |
|      | Сопот             | Чемпионат Польши                                                                    | 12 | 5  | 4  | 14 из 21  | 3—4               |
| 1947 | Лодзь             | Командный чемпионат Польши (сборная Лодзи, 2-я доска)                               |    |    |    |           | Команда — чемпион |
|      | Варшава           | Международный турнир                                                                | 1  | 7  | 1  | 1½ из 9   | 9—10              |
| 1948 | Краков            | Чемпионат Польши                                                                    | 8  | 6  | 6  | 11 из 20  | 10—11             |
| 1949 | Познань           | Чемпионат Польши                                                                    | 3  | 2  | 11 | 8½ из 16  | 8                 |
|      | Катовице          | Матч Польша — Чехословакия (против Я. Шайтара)                                      | 0  | 1  | 1  | ½ из 2    |                   |
| 1950 | Щавно-Здруй       | Мемориал Д. Пшепюрки                                                                | 4  | 11 | 4  | 6 из 19   | 18                |
|      | Бельско-Бяла      | Чемпионат Польши                                                                    | 3  | 5  | 7  | 6½ из 15  | 11—13             |
| 1952 | Хельсинки         | X Олимпиада (сборная Польши, 2-й запасной)                                          | 5  | 1  | 4  | 7 из 10   | на доске          |
|      | Катовице          | Чемпионат Польши                                                                    | 6  | 5  | 10 | 11 из 21  | 11                |
|      | Мендзыздрое       | Международный турнир                                                                | 2  | 6  | 8  | 6 из 16   | 15—16             |
| 1953 | Краков            | Чемпионат Польши                                                                    | 5  | 4  | 8  | 9 из 17   | 6—9               |
| 1954 | Лодзь             | Чемпионат Польши                                                                    | 4  | 3  | 10 | 9 из 17   | 8—9               |
|      | Будапешт          | Международный командный турнир (сборная Польши, запасной)                           | 1  | 0  | 1  | 1½ из 2   |                   |
| 1955 | Прага             | Международный командный турнир (сборная Польши, запасной)                           | 0  | 3  | 3  | 1½ из 6   |                   |
|      | Лодзь             | Матч Польша — СССР / полуфинал командного чемпионата Европы (против В. Л. Корчного) | 0  | 2  | 0  | 0 из 2    |                   |
|      |                   | Матч Польша — Белорусская ССР (против Б. П. Гольденова)                             | 0  | 2  | 0  | 0 из 2    |                   |
| 1956 | Ченстохова        | Чемпионат Польши                                                                    | 7  | 6  | 6  | 10 из 19  | 9—11              |
| 1957 | Варшава           | Чемпионат Польши                                                                    | 7  | 4  | 6  | 10 из 17  | 4—9               |
| 1958 | Хайфа — Тель-Авив | Международный турнир                                                                | 4  | 6  | 3  | 5½ из 13  | 10                |